# Berbérust-Lias
Berbérust-Lias – miejscowość i gmina we Francji, w regionie Oksytania, w departamencie Pireneje Wysokie.
Według danych na rok 1990 gminę zamieszkiwało 48 osób, a gęstość zaludnienia wynosiła 8 osób/km² (wśród 3020 gmin regionu Midi-Pireneje Berbérust-Lias plasuje się na 1015. miejscu pod względem liczby ludności, natomiast pod względem powierzchni na miejscu 1410.).